# Human-Etisk Forbund

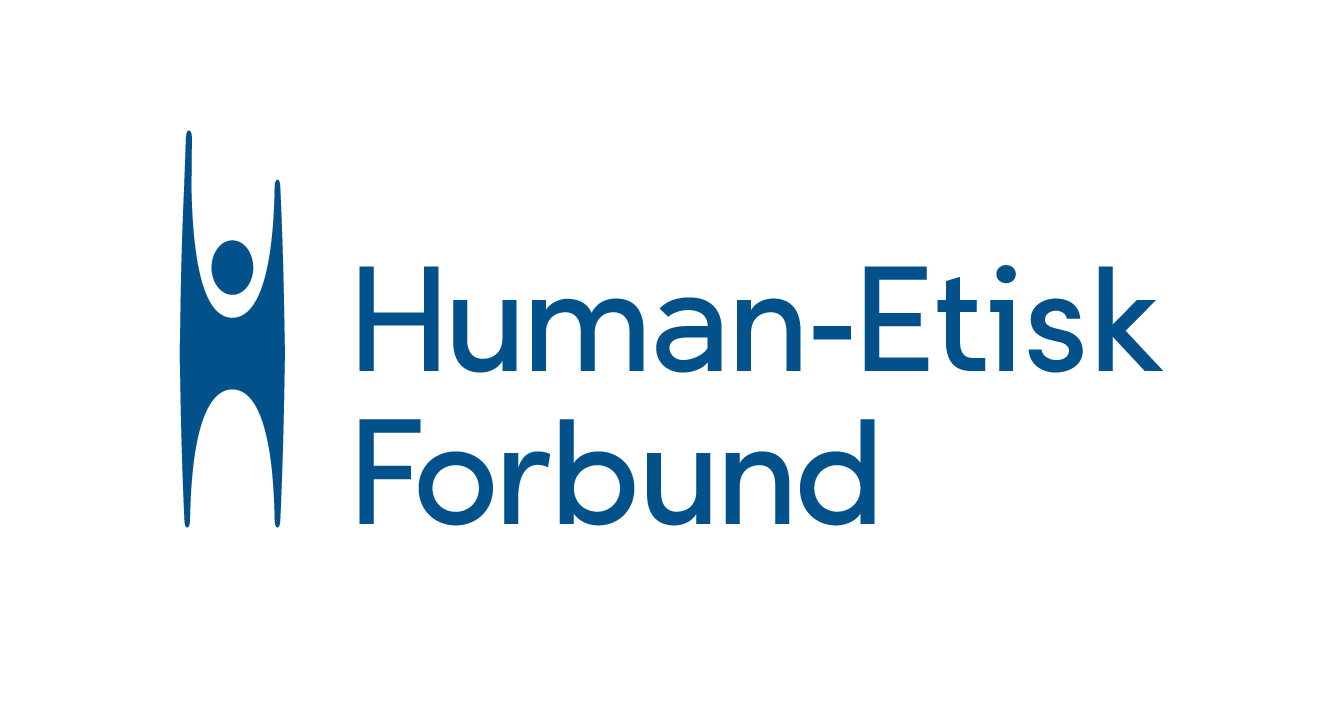
Logo

Der 1956 gegründete norwegische Human-ethische Verband Norwegens (Human-Etisk Forbund, HEF) ist mit rund 150.000 Mitgliedern derzeit einer der größten  Verbände des nichtreligiösen Humanismus weltweit. In Norwegen machen die Mitglieder etwa 3,3 % der norwegischen Bevölkerung aus. Die Mitglieder stützen sich auf nicht-religiös geprägte ethische Werte und sind zumeist Agnostiker oder Atheisten.
Nach ihrer Satzung engagiert sich die explizit nicht religiöse Organisation für die Trennung zwischen Staat und religiösen Institutionen (die evangelisch-lutherische Kirche von Norwegen war bis 2012 Staatskirche in Norwegen), für eine Förderung humanistischer Zeremonien und die Verbreitung von Wissen über Humanismus. Weiterhin organisiert die HEF eine säkulare Art der Konfirmation. Ein weiteres Hauptanliegen ist das Eintreten für „Weltanschauungsfreiheit“ an Schulen.
Die HEF ist Mitglied der Internationalen Humanistischen und Ethischen Union (IHEU).

## Geschichte
Im Jahr 1956 erweiterten Mitglieder einer Elterngruppe unter dem informellen Namen „Vereinigung für eine bürgerliche Konfirmation“ ihr Programm für Menschen, die an nicht-religiösen Ansätzen zu ethischen Fragen interessiert waren. Die Elterngruppe hatte in den Jahren zuvor begonnen, eine Alternative zur durch die evangelisch-lutherische Volkskirche in Norwegen durchgeführten Konfirmation, an der der größte Teil der Jugendlichen in ihrem 15. Lebensjahr teilnimmt, zu etablieren. Diejenigen, die der ersten Versammlung beiwohnten, gründeten den Human-Etisk Forbund. Der erste Vorsitzende war Kristian Horn.
In der Gründungszeit stand vor allem die theoretisch-akademische und publizistische Arbeit im Vordergrund. Hierzu zählte das Bemühen um Professuren und Forschungsstellen sowie die Förderung von nichtreligiös-humanistisch-ethischen Themen im norwegischen Rundfunk.
2008 nahmen ca. 8000 bzw. etwa 15 Prozent der norwegischen 15-Jährigen an den säkularen Konfirmationen teil.
Der ehemalige Generalsekretär der HEF Levi Fragell war von 1988 bis 2003 Präsident der IHEU und ist derzeit Vorsitzender des IHEU-Ausschusses für Wachstum und Entwicklung. Im Juni 2007 wurde Åse Kleveland Vorsitzende der Organisation.